# Traditionalisme (architectuur)
Het traditionalisme is een overkoepelende term voor meerdere architectuurstromingen. Het traditionalisme kwam in de beginjaren van de 20e eeuw op, kende in de jaren 20 en 30 een sterke bloei en nam af in de jaren 50. De Delftse School is de belangrijkste stroming binnen het traditionalisme, waardoor de termen vaak door elkaar gebruikt worden.

## Kenmerken

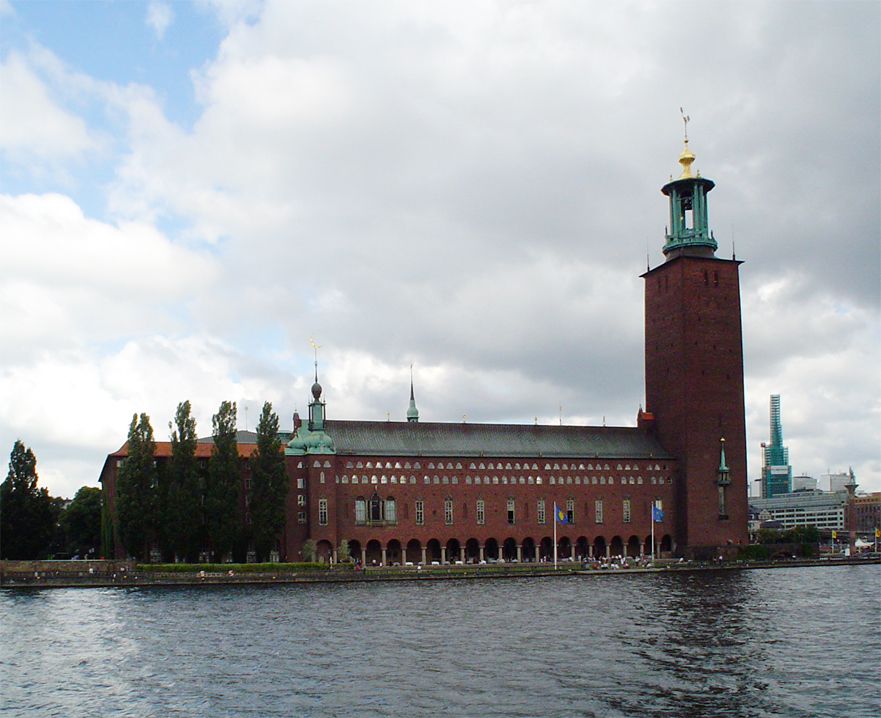
Het stadhuis van Stockholm (Ragnar Östberg) in nationaal-romantische stijl werd als een van de voorbeelden beschouwd door traditionalistische architecten.

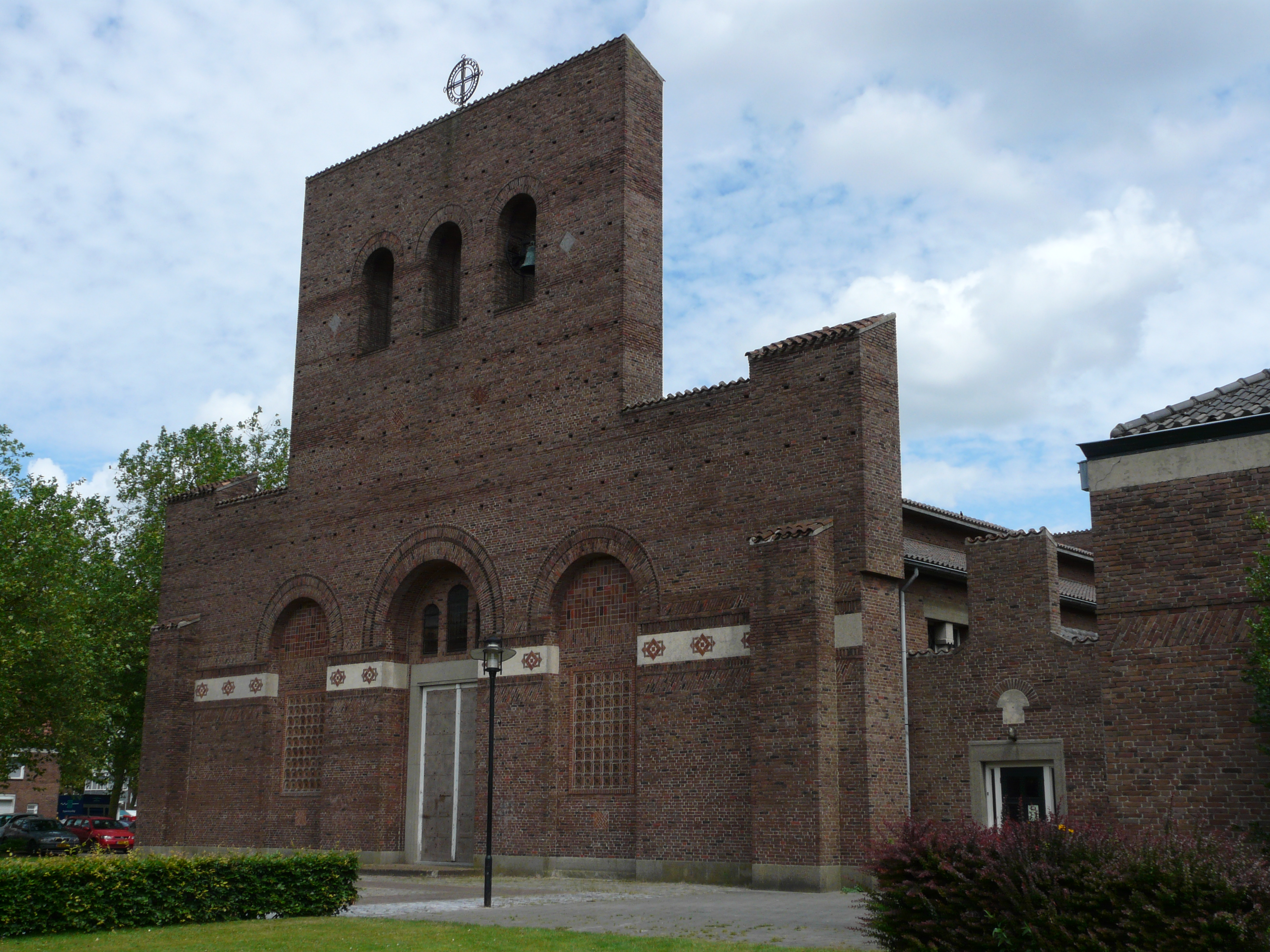
Onze-Lieve-Vrouw van Altijddurende Bijstand in Breda door M.J. Granpré Molière

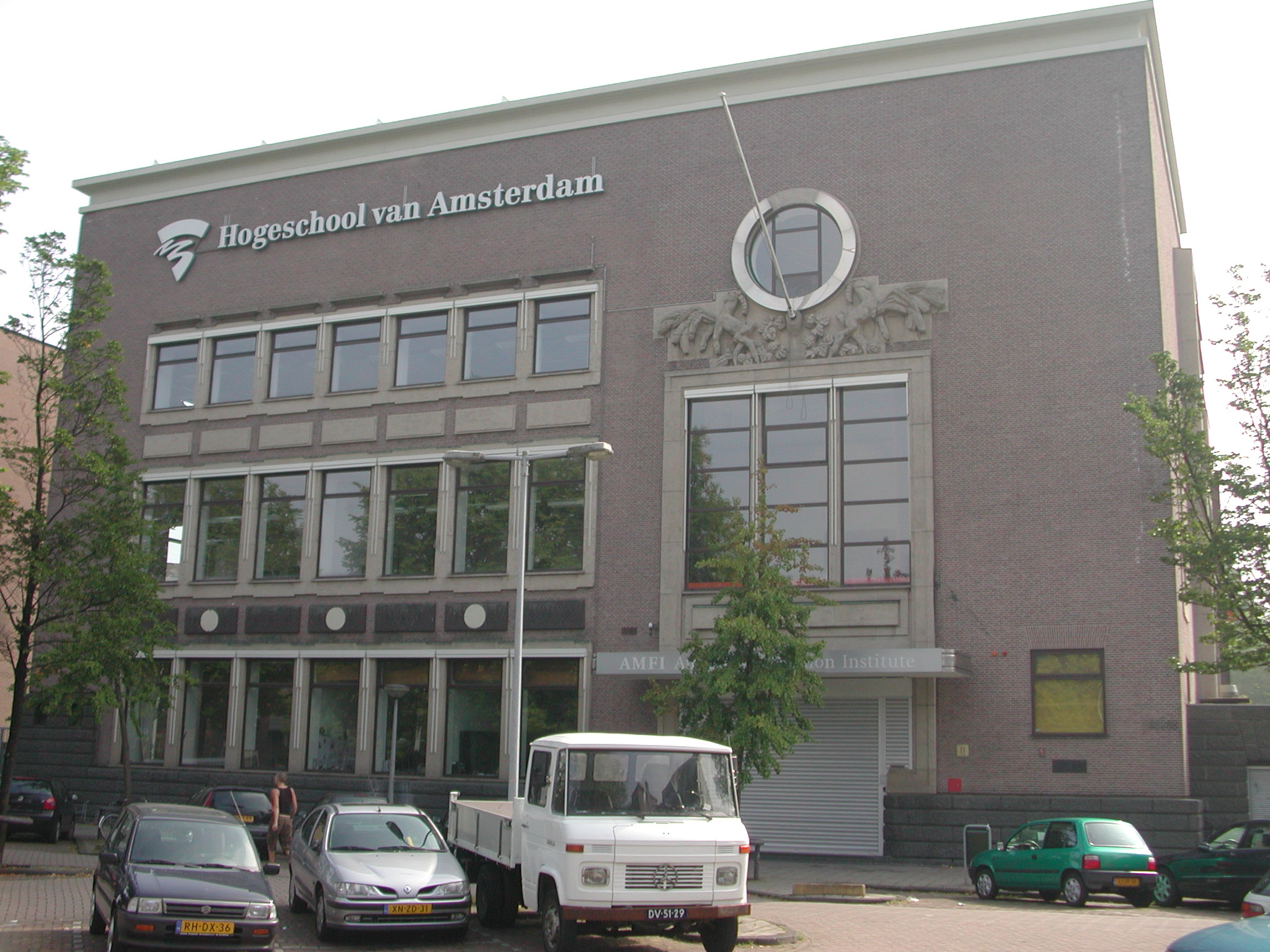
De Amstelbrouwerij in Amsterdam door Frits Eschauzier

Het traditionalisme ontstond als reactie op het functionalisme, waar de functie van het gebouw als maatgevend werd gezien, en tegelijk als ontsnapping aan de diverse neostijlen. Aansluiting bij nationale en regionale bouwtradities werd als voornaamste uitgangspunt genomen: de ambachtelijke bouwkunst met inheemse bouwwijzen werd als voorbeeld genomen voor nieuwe architectuur. Het Hollands classicisme van vóór 1800 had invloed, maar inspiratie werd vooral gevonden in de gebouwen uit de eigen streek, zoals boerderijen. Hierdoor typeert het gebruik van bakstenen en schuine daken deze stroming. Met het traditionalisme werd een beeld van een nationale stijl opgeroepen; anders dan in het 19e-eeuwse historisme en bijvoorbeeld Pierre Cuypers namen architecten nu veelal de anonieme boerderij als bron. Deze stond tegelijkertijd voor geleidelijke ontwikkeling in een sterk veranderende maatschappij. Granpré Molière is een van de bekendste Nederlandse traditionalistische architecten, die als hoogleraar in Delft aan de bron stond van de later benoemde Delftse school.
In Duitsland kreeg deze zoektocht naar een landeigen stijl met een hevig terugverlangen naar tijden van de negentiende eeuw nationalistische boventonen. Dit uitte zich niet alleen in de architectuur met de Heimatschutzarchitektur, maar ook in de ideologie Blut und Boden. In Nederland bleef dit verlangen veelal beperkt tot de architectuur: vormen en materialen die in Nederland als gepast werden beschouwd.
Ook de Scandinavische architectuur was een belangrijke inspiratiebron. Als voorbeelden dienden onder andere de gebouwen van Gunnar Asplund en Ragnar Östberg, die in Scandinavisch neoclassicisme en nationaal-romantische stijl ontwierpen, zoals het Stadhuis van Stockholm van Östberg.

### Materialen
In het traditionalisme werd de voorkeur gegeven aan hout, natuursteen en baksteen; materialen die ook aanwezig waren in de oude gebouwen waar de stroming zich op baseerde. Staal en beton werden wel gebruikt bij constructieve toepassing, maar vervolgens zo veel mogelijk verdekt met andere materialen. Bij het interieur van werkvertrekken kreeg modern meubilair echter wel ingang in het traditionalisme. Gebouwen bestaan uit vrij gesloten gevels opgetrokken uit baksteen met verticale openingen en hellende daken. Grote delen als entrees zijn gebaseerd op historische architectuur, maar zijn er geen kopie van. Voor elke functie werd een voorbeeld gezocht in vergelijkbare gebruiken in historische architectuur.

### Gebouwen
Bij het traditionalisme werd de vorm van het gebouw niet zoals bij het functionalisme bepaald door de functie, maar door de bestemming. Hierdoor kreeg elk type gebouw een karakteristieke vorm, waardoor er vooral belangrijke gebouwen als kerken en raadhuizen in deze stijl werden gebouwd. Ook werden er kantoorpanden ontworpen, zoals de Amstelbrouwerij in Amsterdam. Midden jaren 20 kreeg het historiserende hoofdgebouw van de Bataafse Petroleum Maatschappij (dochteronderneming van Shell) in Den Haag een uitbreiding in traditionalistische stijl. 
Een aantal musea werd in deze stijl gebouwd: midden jaren 30 verschenen het Museum Boijmans Van Beuningen in Rotterdam en het Van Abbemuseum in Eindhoven in deze stijl. 
Er werden ook woonhuizen gebouwd in het traditionalisme, waarbij gestreefd werd naar geborgenheid en gezelligheid. Deze huizen kregen vaak dichte bakstenen muren, kleine ramen, forse schoorstenen en zadeldaken. De jarendertigwoning is hiervan een bekend voorbeeld.

## Traditionalisme in andere vormen

### Shake-hands
Vooral kerken werden nog lang traditionalistisch gebouwd, maar in de jaren 50 kreeg ook daar het functionalisme de overhand. Vanaf toen werd ook geprobeerd deze stromingen te combineren, wat "shake-hands-architectuur" werd genoemd. 
De architecten hiervan waren oorspronkelijk functionalisten. Ze verzetten zich echter tegen de gedachte dat een gebouw alleen aan bepaalde functionele eisen moest voldoen en vonden dat de vormgeving hersteld moest worden. Daarnaast begrepen ze niet waarom een bouwwerk niet symmetrisch mocht zijn, geen duidelijke gevel mocht hebben, waarom ornamenten niet waren toegestaan en waarom monumentaliteit uit den boze was. Deze architecten werden ook wel "functionalistische traditionalisten" genoemd.

### Hedendaags traditionalisme
Vanaf 1990 nam de drang naar historische architectuur weer toe. Deze ontwikkeling wordt wel "hedendaags traditionalisme" genoemd, door critici ook "retro-architectuur". Na tijden dat er steeds moderner werd gebouwd, zoeken deze architecten juist aansluiting bij wat al bestaat en maken ze gebruik van het verleden. Zo passen ze middelen toe die hun bestaansrecht al hebben bewezen. Woningen in de zogenaamde neo-jarendertigstijl zijn in deze tijd bijzonder in trek.

## Belangrijke architecten
Een van de belangrijkste architecten binnen het traditionalisme was Marinus Jan Granpré Molière, leraar op de Technische Hogeschool te Delft. Hij was de grondlegger van de Delftse School, de belangrijkste stroming binnen het traditionalisme. In 1927 tot het katholieke geloof bekeerd, baseerde hij zich op de filosofen Aristoteles en Thomas van Aquino. In zijn gebouwen was niet de functie voor de mens, maar de dienst aan God het belangrijkst. Hierbij zocht hij naar nederige architectuur die op eeuwige waarden was gebaseerd. Hoewel hij zelf vrij weinig gebouwen ontwierp, heeft hij veel invloed op deze stroming gehad.
Andere bekende architecten die in het traditionalisme hebben gebouwd zijn:
- Jos. Bedaux
- J.F. Berghoef
- Frits Eschauzier
- Gijsbert Friedhoff
- A.J.Th. Kok
- Bernardus Joannes Koldewey
- Alexander Kropholler
- Ad van der Steur
- Hendrik Willem Valk
- Jo Vegter
- Pieter Verhagen